# Bernhard Ziehn
Bernhard Ferdinand Ziehn (* 20. Januar 1845 in Erfurt; † 8. September 1912 in Chicago) war ein deutsch-amerikanischer Musiktheoretiker.

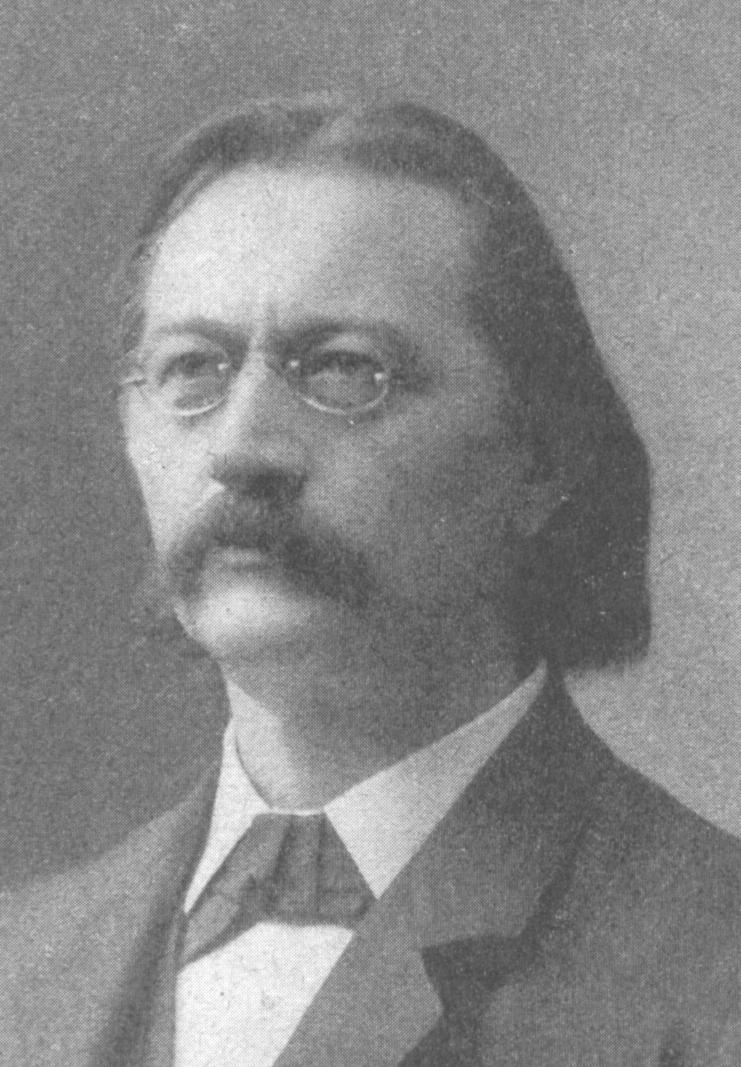
Bernhard Ziehn

## Leben
Ziehn arbeitete zunächst als Lehrer in Mühlhausen/Thüringen, bevor er 1868 nach Chicago auswanderte. Nach anfänglicher Tätigkeit an der deutsch-lutherischen Schule wurde er 1871 selbständiger Musiklehrer. Ziehn erwarb autodidaktisch ein umfassendes musiktheoretisches Wissen und stellte sich ab 1876 mit mehreren Buchveröffentlichungen vor, zunächst als Klavierpädagoge, ab 1888 als Verfasser theoretischer Werke. Ziehn bereicherte die Musiktheorie um wesentliche Erkenntnisse in der Harmonik und der Kontrapunktlehre. Beide Ansätze flossen zusammen in den 1912 postum veröffentlichten „Canonical Studies / Canonische Studien“.

## Wirken
Ziehns Harmonielehre betrachtet aus Terzschichtungen entstehende Akkorde bis hin zu Nonenakkorden und lässt alle fünf Umkehrstufen eines großen Nonenakkords als legitim zu (sog. „enharmonisches Gesetz“). Ziehn verstand sich an der musikalischen Epochenwende insoweit als Sachwalter einer evolutionären Weiterentwicklung des klassisch-romantischen Musikmodells. 
Im Schnittpunkt der polyphonen und harmonischen Untersuchungen Ziehns steht seine „symmetrische Umkehrung“. Sie besagt, dass ein Motiv bei der kontrapunktischen Verarbeitung nicht tonarttreu, sondern intervalltreu umgekehrt wird. Die Tonfolge d’-e’-f’-g’-a’, die dem Tonraum von d-Moll entstammt, wird bei Ziehn umgekehrt zu d’-c’-h-a-g und führt in den Tonraum von G-Dur. Das Zusammentreffen beider Tonfolgen auf engstem Raum führt zu harmonischen Erweiterungen.
Ziehn hatte eine große Zahl von Schülern, darunter Wilhelm Middelschulte, Eleanor Everest Freer, Hugo Kaun, Fannie Bloomfield Zeisler und John Alden Carpenter. Middelschulte wandte die Ziehnschen Grundsätze in seinen Kompositionen regelmäßig an, während Hugo Kaun und Ferruccio Busoni zu Ziehns Lebzeiten vereinzelt mit der symmetrischen Umkehrung arbeiteten.
Ziehn beteiligte sich an der musikwissenschaftlichen Diskussion in Deutschland vor allem durch Veröffentlichungen in der Allgemeinen Musik-Zeitung. Er war ein höchst scharfsinniger Polemiker, der sich nicht scheute, sich mit den Größen seiner Zeit anzulegen, z. B. mit Philipp Spitta wegen der Echtheit der Bachschen Lukaspassion, mit Hugo Riemann wegen der Funktionsharmonik und dessen Phrasenlehre, mit Eduard Hanslick wegen dessen zurückhaltender Einschätzung Anton Bruckners. In allen genannten Auseinandersetzungen gab die Zeit Ziehn recht.

## Werke
- Harmonie- und Modulationslehre. Berlin 1888.
- Manual of Harmony. Theoretical and Practical. Vol I. Milwaukee, Berlin 1907.
- Five- and Six-Part Harmonies/Fünf- und sechsstimmige Harmonien. Milwaukee, Berlin 1911.
- Canonical Studies/Canonische Studien. Milwaukee, Berlin 1912.